# Gens Pupia
Famiglia Sabina o Etrusca elevata a rango di gens publica (plebe) nel V secolo a.C. 

## Personaggi storici
- P. Pupius, fu uno dei primi questori del popolo, eletto nel 409 a.C. (Liv. IV.59)
- Cn. Pupius duumviro nel 216 a.C. insieme a Quinto Flaminio per la costruzione del tempio della Concordia (Liv. XXII.33)
- L. Pupius, ricopre la carica di edile nel 185 a.C. e di pretore nel 183 a.C. per la Apulia  (Liv. XXXIX.39,45) e di legato del Senato presso i Liguri nel 154 a.C.
- M. Pupius adottò Pisone (Cicerone, pro dom.)
- Marcus Pupius Piso Frugi Calpurnianus, propretore in Spagna tra il 71 o il 70-69 e governatore della Spagna Ulteriore nel 57, console nel 61 a.C. , Comandante di flotta durante la guerra piratica di Pompeo
- Cn. Pupius, amministratore in Bitinia raccomandato da Cicerone a Crissipo (ad fam. XIII.9)
- L. Pupius, centurione prima lancia (alto ufficiale) nell'esercito di Varo, catturato da Cesare quando rientrò in Italia ma fu da lui graziato (Cesare de Bello Civili XIII)
- Rufus Pupius, magistrato a Cirene. A Pompei è visitabile la villa e un'iscrizione paretale. Sono state trovate delle monete coniate a Cirene che riportano il suo nome
- Pupius, drammaturgo, le cui composizioni sono state messe in scena da Orazio, come la "Lacrymosa poemata Pupi".

Flebunt amici et bene noti mortem meam, 
Nam populus in me vivo lacrymatu' est satis.»
(Lacrymosa poemata Pupi, Ep. I.1)
- L. Pupius Praesens, comandante della LEGIO I ADIUTRIX nel 69 d.C., governatore di Nerone in Galazia
- Marco Clodio Pupieno Massimo, eletto imperatore dal Senato il 22 aprile 238 insieme a  Decio Celio Calvino Balbino